# Temporada 2006-07 de A1 Grand Prix

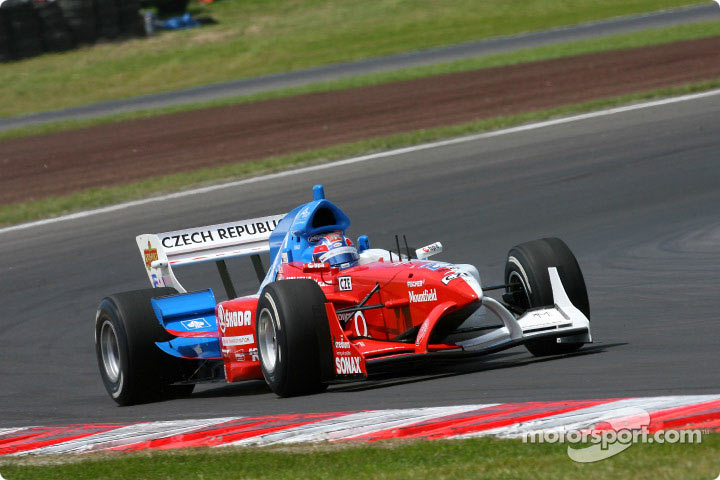
Tomáš Enge del equipo de República Checa.

La temporada 2006-07 de A1 Grand Prix fue la segunda temporada de dicha serie. Las competencias comenzaron el 1 de octubre de 2006, en el Circuit Park Zandvoort, y terminaron en Brands Hatch el 29 de abril de 2007. El equipo de Alemania ganó con 128 puntos, 35 puntos adelante del equipo de Nueva Zelandia.

## Equipos
En esta segunda temporada participaron 24 equipos. Todos los equipos utilizaron un chasis (Lola), motor (Zytek) y neumáticos (Cooper Avon).
| País            | Equipo                  | Dueño                       | Pilotos de carrera                                                  | Pilotos de soporte                                                                 |
| --------------- | ----------------------- | --------------------------- | ------------------------------------------------------------------- | ---------------------------------------------------------------------------------- |
| Australia       | Alan Docking Racing     | Alan Jones                  | Ryan Briscoe Ian Dyk Karl Reindler                                  | Ryan Briscoe Ian Dyk Karl Reindler                                                 |
| Brasil          | Charouz Racing System   | Emerson Fittipaldi          | Bruno Junqueira Raphael Matos Vítor Meira Tuka Rocha                | Ruben Carrapatoso Raphael Matos Alexandre Negrão Vítor Meira Luiz Razia Tuka Rocha |
| Canadá          | John Village Automotive | Wade Cherwayko              | Sean McIntosh James Hinchcliffe                                     | Kevin LaCroix Sean McIntosh James Hinchcliffe                                      |
| China           | Team Astromega          | Liu Yu                      | Congfu Cheng Ho-Pin Tung                                            | Congfu Cheng Ho-Pin Tung                                                           |
| República Checa | Charouz Racing System   | Antonin Charouz             | Tomáš Kostka Tomáš Enge Jaroslav Janiš Filip Salaquarda Jan Charouz | Jan Charouz Jarek Janiš Filip Salaquarda                                           |
| Francia         | DAMS                    | Jean Paul Driot             | Loïc Duval Nicolas Lapierre Jean-Karl Vernay                        | Loïc Duval Nicolas Lapierre Jean-Karl Vernay                                       |
| Alemania        | Super Nova Racing       | Willi Weber                 | Nico Hülkenberg Christian Vietoris                                  | Nico Hülkenberg Christian Vietoris                                                 |
| Reino Unido     | Arden International     | Tony Clements John Surtees  | Darren Manning Robbie Kerr Oliver Jarvis                            | Robbie Kerr Oliver Jarvis                                                          |
| Grecia          | Arena Motorsport        | Stathis Basios              | Takis Kaitatzis Nikos Zakos                                         | Takis Kaitatzis Nikos Zahos                                                        |
| India           | Arena Motorsport        | Atul Gupta                  | Armaan Ebrahim Narain Karthikeyan Parthiva Sureshwaren              | Armaan Ebrahim Narain Karthikeyan Parthiva Sureshwaren                             |
| Indonesia       | A1 Team Indonesia       | N/A                         | Ananda Mikola Moreno Soeprapto                                      | Ananda Mikola Moreno Soeprapto                                                     |
| Irlanda         | A1 Team Ireland         | Mark Kershaw                | Michael Devaney Richard Lyons                                       | John O'Hara Richard Lyons                                                          |
| Italia          | Team Ghinzani           | Piercarlo Ghinzani          | Alessandro Pier Guidi Enrico Toccacelo                              | Alessandro Pier Guidi Michele Rugolo Enrico Toccacelo                              |
| Líbano          | Carlin Motorsport       | Tameem Auchi                | Basil Shaaban Khalil Beschir Alexander Khateeb Allam Khodair        | Basil Shaaban Khalil Beschir Alexander Khateeb Allam Khodair                       |
| Malasia         | A1 Team Malaysia        | Alex Yoong                  | Alex Yoong                                                          | Fairuz Fauzy Alex Yoong                                                            |
| México          | Teamex                  | Juan Cortina Julio Jáuregui | Salvador Durán Sergio Pérez Juan Pablo García                       | Salvador Durán Sergio Pérez Juan Pablo García                                      |
| Países Bajos    | Racing for Holland      | Jan Lammers                 | Jeroen Bleekemolen Renger van der Zande                             | Jeroen Bleekemolen Renger van der Zande                                            |
| Nueva Zelanda   | Super Nova Racing       | Colin Giltrap               | Matt Halliday Jonny Reid                                            | Wade Cunningham Jonny Reid Chris van der Drift                                     |
| Pakistán        | Performance Racing      | Arif Hussain                | Nur B. Ali                                                          | Nur B. Ali                                                                         |
| Portugal        | Team Astromega          | Luis Vicente                | Álvaro Parente João Urbano                                          | Álvaro Parente João Urbano                                                         |
| Singapur        | West Surrey Racing      | ---                         | Christian Murchison Denis Lian                                      | Christian Murchison Denis Lian                                                     |
| Sudáfrica       | DAMS                    | Tokyo Sexwale               | Alan van der Merwe Stephen Simpson Adrian Zaugg                     | Gavin Cronje Jennifer Murray Alan van der Merwe Adrian Zaugg                       |
| Suiza           | Max Motorsport          | Max Welti                   | Sébastien Buemi Marcel Fässler Neel Jani                            | Sébastien Buemi Marcel Fässler Neel Jani                                           |
| Estados Unidos  | West Surrey Racing      | Rick Weidinger              | Philip Giebler Ryan Hunter-Reay Jonathan Summerton                  | Philip Giebler Ryan Hunter-Reay Jonathan Summerton                                 |

## Carreras
La segunda temporada del A1 Grand Prix consistió de 11 carreras, realizadas en 10 países diferentes. Cada carrera se corre durante un fin de semana de tres días, incluyendo una sesión de prácticas el viernes y el sábado antes de la sesión de calificación del sábado, y dos carreras el domingo. 
| Ronda | Fecha                   | País            | Circuito           | Ganador corta | Ganador larga |
| ----- | ----------------------- | --------------- | ------------------ | ------------- | ------------- |
| 1     | 1 de octubre de 2006    | Países Bajos    | Zandvoort          | Sudáfrica     | Alemania      |
| 2     | 8 de octubre de 2006    | República Checa | Brno               | Malasia       | Malasia       |
| 3     | 12 de noviembre de 2006 | China           | Beijing            | Países Bajos  | Italia        |
| 4     | 26 de noviembre de 2006 | Malasia         | Sepang             | Suiza         | Alemania      |
| 5     | 10 de diciembre de 2006 | Indonesia       | Sentul             | Nueva Zelanda | Nueva Zelanda |
| 6     | 21 de enero de 2007     | New Zealand     | Taupo              | Alemania      | Alemania      |
| 7     | 4 de febrero de 2007    | Australia       | Eastern Creek      | Alemania      | Alemania      |
| 8     | 25 de febrero de 2007   | Sudáfrica       | Durban             | Alemania      | Alemania      |
| 9     | 25 de marzo de 2007     | México          | Hermanos Rodríguez | Malasia       | Reino Unido   |
| 10    | 15 de abril de 2007     | China           | Shanghái           | Reino Unido   | Nueva Zelanda |
| 11    | 29 de abril de 2007     | United Kingdom  | Brands Hatch       | Reino Unido   | Alemania      |

## Resultados

### Sistema de puntuación
En la temporada 2006-07 los puntos se asignaron de la siguiente manera:
- De seis a un punto para los que ocuparon las posiciones primera a sexta en la carrera corta.
- De diez a un punto para los que ocuparon las posiciones primera a décima en la carrera larga (que también posee un premio monetario).
- Un punto por la vuelta más rápida en cualquiera de las dos carreras.

| Posición | Corta  | Larga  | Larga    |
| Posición | Puntos | Puntos | Premio   |
| -------- | ------ | ------ | -------- |
| 1        | 6      | 10     | $300.000 |
| 2        | 5      | 9      | $200.000 |
| 3        | 4      | 8      | $150.000 |
| 4        | 3      | 7      | $110.000 |
| 5        | 2      | 6      | $80.000  |
| 6        | 1      | 5      | $60.000  |
| 7        |        | 4      | $40.000  |
| 8        |        | 3      | $30.000  |
| 9        |        | 2      | $20.000  |
| 10       |        | 1      | $10.000  |
| VR       | 1      | 1      |          |

### Campeonato
| Pos. | Equipo          | Piloto                | Bandera de los Países Bajos | Bandera de los Países Bajos | Bandera de República Checa | Bandera de República Checa | Bandera de la República Popular China | Bandera de la República Popular China | Bandera de Malasia | Bandera de Malasia | Bandera de Indonesia | Bandera de Indonesia | Bandera de Nueva Zelanda | Bandera de Nueva Zelanda | Bandera de Australia | Bandera de Australia | Bandera de Sudáfrica | Bandera de Sudáfrica | Bandera de México | Bandera de México | Bandera de la República Popular China | Bandera de la República Popular China | Bandera del Reino Unido | Bandera del Reino Unido | Puntos |
| Pos. | Equipo          | Piloto                | SPR                         | FEA                         | SPR                        | FEA                        | SPR                                   | FEA                                   | SPR                | FEA                | SPR                  | FEA                  | SPR                      | FEA                      | SPR                  | FEA                  | SPR                  | FEA                  | SPR               | FEA               | SPR                                   | FEA                                   | SPR                     | FEA                     | Puntos |
| ---- | --------------- | --------------------- | --------------------------- | --------------------------- | -------------------------- | -------------------------- | ------------------------------------- | ------------------------------------- | ------------------ | ------------------ | -------------------- | -------------------- | ------------------------ | ------------------------ | -------------------- | -------------------- | -------------------- | -------------------- | ----------------- | ----------------- | ------------------------------------- | ------------------------------------- | ----------------------- | ----------------------- | ------ |
| 1    | Alemania        | Nico Hülkenberg       | 4                           | 1                           | Ret                        | 4                          | 5                                     | Ret                                   | 2                  | 1                  | 5                    | 2                    | 1                        | 1*                       | 1*                   | 1                    | 1*                   | 1                    |                   |                   | 3                                     | 3                                     | 2                       | 1                       | 128    |
| 1    | Alemania        | Christian Vietoris    |                             |                             |                            |                            |                                       |                                       |                    |                    |                      |                      |                          |                          |                      |                      |                      |                      | Ret               | 9                 |                                       |                                       |                         |                         | 128    |
| 2    | Nueva Zelanda   | Matt Halliday         | 6                           | 11                          |                            |                            | 10                                    | 9                                     |                    |                    |                      |                      |                          |                          |                      |                      | 3                    | 3                    |                   |                   |                                       |                                       | 16                      | 8                       | 93     |
| 2    | Nueva Zelanda   | Jonny Reid            |                             |                             | Ret                        | 7                          |                                       |                                       | 3*                 | 8                  | 1                    | 1                    | 3                        | 3                        | 2                    | 2                    |                      |                      | 16                | 6                 | 2*                                    | 1                                     |                         |                         | 93     |
| 3    | Reino Unido     | Darren Manning        | 5                           | 7                           |                            |                            |                                       |                                       |                    |                    |                      |                      |                          |                          |                      |                      |                      |                      |                   |                   |                                       |                                       |                         |                         | 92     |
| 3    | Reino Unido     | Robbie Kerr           |                             |                             | 9                          | 6                          |                                       |                                       | 5                  | 2                  | 3*                   | Ret                  | 8                        | Ret                      | 19                   | 10                   | 9                    | 2                    |                   |                   | 1                                     | 2                                     | 1*                      | 2                       | 92     |
| 3    | Reino Unido     | Oliver Jarvis         |                             |                             |                            |                            | 7                                     | 2                                     |                    |                    |                      |                      |                          |                          |                      |                      |                      |                      | 2                 | 1                 |                                       |                                       |                         |                         | 92     |
| 4    | Francia         | Nicolas Lapierre      | 3                           | Ret                         | 3                          | Ret                        | 17                                    | 4                                     | 6                  | 3                  | 7                    | 3                    |                          |                          |                      |                      |                      |                      |                   |                   |                                       |                                       |                         |                         | 67     |
| 4    | Francia         | Loïc Duval            |                             |                             |                            |                            |                                       |                                       |                    |                    |                      |                      | 2                        | 2                        | 3                    | 9                    | 2                    | Ret                  |                   |                   |                                       |                                       | 4                       | 7                       | 67     |
| 4    | Francia         | Jean-Karl Vernay      |                             |                             |                            |                            |                                       |                                       |                    |                    |                      |                      |                          |                          |                      |                      |                      |                      | Ret               | 20                | Ret                                   | 8                                     |                         |                         | 67     |
| 5    | Países Bajos    | Jeroen Bleekemolen    | 9                           | 4                           | 11                         | 9                          | 1                                     | Ret                                   | 7                  | 9                  | 13                   | DSQ                  | 4                        | 5                        | 5                    | 4                    | 4                    | 6                    |                   | 17                |                                       |                                       | 6                       | 5                       | 57     |
| 5    | Países Bajos    | Renger van der Zande  |                             |                             |                            |                            |                                       |                                       |                    |                    |                      |                      |                          |                          |                      |                      |                      |                      | 9                 |                   | 9                                     | 4                                     |                         |                         | 57     |
| 6    | Malasia         | Alex Yoong            | 12                          | 17                          | 1*                         | 1                          | 14                                    | 12                                    | 4                  | 7                  | 12                   | 5                    | 19                       | 11                       | 7                    | 6                    | Ret                  | 8                    | 1                 | 5                 | 6                                     | 11                                    | 5                       | 9                       | 55     |
| 7    | Italia          | Alessandro Pier Guidi | Ret                         | 6                           | 14                         | 20                         |                                       |                                       |                    |                    |                      |                      |                          |                          |                      |                      |                      |                      |                   |                   |                                       |                                       |                         |                         | 52     |
| 7    | Italia          | Enrico Toccacelo      |                             |                             |                            |                            | 3                                     | 1                                     | Ret                | 13                 | 11                   | 4                    | 9                        | 8                        | 15                   | 12                   | 12                   | Ret                  | 7                 | 4                 | 10                                    | 7                                     | 3                       | 3                       | 52     |
| 8    | Suiza           | Sébastien Buemi       | 10                          | 8                           | 8                          | 10                         |                                       |                                       |                    |                    |                      |                      | 5                        | 4                        | 4                    | 7                    |                      |                      |                   |                   | 4                                     | 9                                     | Ret                     | DSQ                     | 50     |
| 8    | Suiza           | Neel Jani             |                             |                             |                            |                            | 9                                     | Ret                                   | 1                  | 4                  | 10                   | 8                    |                          |                          |                      |                      | 5                    | 4                    |                   |                   |                                       |                                       |                         |                         | 50     |
| 8    | Suiza           | Marcel Fässler        |                             |                             |                            |                            |                                       |                                       |                    |                    |                      |                      |                          |                          |                      |                      |                      |                      | 10                | 14                |                                       |                                       |                         |                         | 50     |
| 9    | Estados Unidos  | Philip Giebler        | 7                           | 2                           | 6                          | 17                         | 11                                    | Ret                                   | 9                  | 6                  | 4                    | 9                    |                          |                          | 8                    | 8                    |                      |                      |                   |                   |                                       |                                       |                         |                         | 42     |
| 9    | Estados Unidos  | Ryan Hunter-Reay      |                             |                             |                            |                            |                                       |                                       |                    |                    |                      |                      | 11                       | 10                       |                      |                      |                      |                      |                   |                   |                                       |                                       |                         |                         | 42     |
| 9    | Estados Unidos  | Jonathan Summerton    |                             |                             |                            |                            |                                       |                                       |                    |                    |                      |                      |                          |                          |                      |                      | Ret                  | Ret                  | 5                 | 2                 | 5                                     | Ret                                   | 9                       | 6                       | 42     |
| 10   | México          | Salvador Durán        | 2                           | 5                           | 7                          | 3                          | 2                                     | Ret                                   | 11                 | Ret                | 2                    | 6                    | 12                       | Ret                      | 11                   | 15                   | Ret                  | Ret                  | 17*               | Ret               |                                       |                                       |                         |                         | 35     |
| 10   | México          | Sergio Pérez          |                             |                             |                            |                            |                                       |                                       |                    |                    |                      |                      |                          |                          |                      |                      |                      |                      |                   |                   | 15                                    | Ret                                   |                         |                         | 35     |
| 10   | México          | Juan Pablo García     |                             |                             |                            |                            |                                       |                                       |                    |                    |                      |                      |                          |                          |                      |                      |                      |                      |                   |                   |                                       |                                       | 18                      | 14                      | 35     |
| 11   | Canadá          | James Hinchcliffe     | 8                           | 13                          | 2                          | 5                          | 4                                     | 10*                                   |                    |                    |                      |                      | 6                        | 6                        | 13                   | Ret                  | 13                   | Ret                  | 13                | 15                |                                       |                                       |                         |                         | 33     |
| 11   | Canadá          | Sean McIntosh         |                             |                             |                            |                            |                                       |                                       | 8                  | 5                  | 8                    | Ret                  |                          |                          |                      |                      |                      |                      |                   |                   | Ret                                   | 6                                     | 10                      | 12                      | 33     |
| 12   | República Checa | Tomáš Kostka          | 17                          | Ret                         |                            |                            |                                       |                                       |                    |                    |                      |                      |                          |                          |                      |                      |                      |                      |                   |                   |                                       |                                       |                         |                         | 27     |
| 12   | República Checa | Tomáš Enge            |                             |                             | 5                          | 2                          | 8                                     | 6                                     | Ret                | 14                 |                      |                      | 17                       | 12                       | 9                    | 5                    | 11                   | Ret                  |                   |                   |                                       |                                       |                         |                         | 27     |
| 12   | República Checa | Jaroslav Janiš        |                             |                             |                            |                            |                                       |                                       |                    |                    | 16                   | 7                    |                          |                          |                      |                      |                      |                      | 12                | 12                |                                       |                                       |                         |                         | 27     |
| 12   | República Checa | Filip Salaquarda      |                             |                             |                            |                            |                                       |                                       |                    |                    |                      |                      |                          |                          |                      |                      |                      |                      |                   |                   | 17                                    | 10                                    |                         |                         | 27     |
| 12   | República Checa | Jan Charouz           |                             |                             |                            |                            |                                       |                                       |                    |                    |                      |                      |                          |                          |                      |                      |                      |                      |                   |                   |                                       |                                       | 13                      | 15                      | 27     |
| 13   | Australia       | Ryan Briscoe          | 13                          | 3                           |                            |                            |                                       |                                       | 12                 | 17                 | 6                    | 10                   |                          |                          |                      |                      |                      |                      |                   |                   |                                       |                                       |                         |                         | 25     |
| 13   | Australia       | Karl Reindler         |                             |                             | 15                         | 16                         | 12                                    | 3                                     |                    |                    |                      |                      | 14                       | 13                       | 14                   | 14                   | 16                   | Ret                  |                   |                   |                                       |                                       |                         |                         | 25     |
| 13   | Australia       | Ian Dyk               |                             |                             |                            |                            |                                       |                                       |                    |                    |                      |                      |                          |                          |                      |                      |                      |                      | 3                 | 8                 | 16                                    | Ret                                   | 14                      | Ret                     | 25     |
| 14   | Sudáfrica       | Adrian Zaugg          | 1*                          | Ret                         |                            |                            | Ret                                   | 5                                     | 13                 | 12                 |                      |                      |                          |                          |                      |                      | 7                    | Ret                  | 4                 | 3                 |                                       |                                       | 15                      | Ret                     | 24     |
| 14   | Sudáfrica       | Stephen Simpson       |                             |                             | Ret                        | 11                         |                                       |                                       |                    |                    |                      |                      |                          |                          |                      |                      |                      |                      |                   |                   |                                       |                                       |                         |                         | 24     |
| 14   | Sudáfrica       | Alan van der Merwe    |                             |                             |                            |                            |                                       |                                       |                    |                    | 9                    | Ret                  | 7                        | 16                       | 16                   | Ret                  |                      |                      |                   |                   | 8                                     | 12                                    |                         |                         | 24     |
| 15   | China           | Congfu Cheng          | 11                          | 9                           | 4                          | 8                          | 13                                    | Ret                                   | 10                 | 16                 |                      |                      |                          |                          |                      |                      |                      |                      |                   |                   | 11                                    | 15                                    | Ret                     | 10                      | 22     |
| 15   | China           | Ho-Pin Tung           |                             |                             |                            |                            |                                       |                                       |                    |                    | Ret                  | 13                   | 13                       | 9                        | 6                    | 3                    | 14                   | Ret                  | 6                 | 10                |                                       |                                       |                         |                         | 22     |
| 16   | India           | Armaan Ebrahim        | Ret                         | Ret                         | 17                         | 18                         | 18                                    | 11                                    | 16                 | 19                 | 18                   | Ret                  |                          |                          |                      |                      |                      |                      |                   |                   |                                       |                                       |                         |                         | 13     |
| 16   | India           | Narain Karthikeyan    |                             |                             |                            |                            |                                       |                                       |                    |                    |                      |                      | 10                       | 7                        |                      |                      | 15                   | 9                    | 11                | 18                | 7                                     | 17                                    | 7                       | 4                       | 13     |
| 16   | India           | Parthiva Sureshwaren  |                             |                             |                            |                            |                                       |                                       |                    |                    |                      |                      |                          |                          | 18                   | 16                   |                      |                      |                   |                   |                                       |                                       |                         |                         | 13     |
| 17   | Portugal        | Álvaro Parente        |                             |                             |                            |                            |                                       |                                       |                    |                    |                      |                      |                          |                          |                      |                      | 8                    | 5                    | 14                | 7                 |                                       |                                       | 11                      | 11                      | 10     |
| 17   | Portugal        | João Urbano           |                             |                             |                            |                            |                                       |                                       |                    |                    |                      |                      |                          |                          |                      |                      |                      |                      |                   |                   | 19                                    | 13                                    |                         |                         | 10     |
| 18   | Brasil          | Tuka Rocha            | 14                          | 12                          | 10                         | 14                         |                                       |                                       |                    |                    | 15                   | 14                   |                          |                          | Ret                  | 11                   |                      |                      |                   |                   |                                       |                                       |                         |                         | 9      |
| 18   | Brasil          | Raphael Matos         |                             |                             |                            |                            | 6                                     | 7                                     | 19                 | 18                 |                      |                      | 16                       | 14                       |                      |                      |                      |                      |                   |                   |                                       |                                       |                         |                         | 9      |
| 18   | Brasil          | Bruno Junqueira       |                             |                             |                            |                            |                                       |                                       |                    |                    |                      |                      |                          |                          |                      |                      | 17                   | 7                    | Ret               | 13                |                                       |                                       | 12                      | Ret                     | 9      |
| 18   | Brasil          | Vítor Meira           |                             |                             |                            |                            |                                       |                                       |                    |                    |                      |                      |                          |                          |                      |                      |                      |                      |                   |                   | 14                                    | 19                                    |                         |                         | 9      |
| 19   | Irlanda         | Michael Devaney       | 15                          | 14                          | 13                         | 13                         | 20                                    | Ret                                   | 14                 | 10                 |                      |                      |                          |                          |                      |                      |                      |                      |                   |                   |                                       |                                       |                         |                         | 8      |
| 19   | Irlanda         | Richard Lyons         |                             |                             |                            |                            |                                       |                                       |                    |                    | 17                   | 12                   | Ret                      | 19                       | 10                   | Ret                  | 6                    | Ret                  | Ret               | 16                | 12                                    | 5                                     | 8                       | DSQ                     | 8      |
| 20   | Singapur        | Christian Murchison   | Ret                         | 16                          |                            |                            | 16                                    | 8                                     | 15                 | 11                 |                      |                      | Ret                      | 15                       | 12                   | Ret                  | Ret                  | Ret                  |                   |                   |                                       |                                       |                         |                         | 3      |
| 20   | Singapur        | Denis Lian            |                             |                             | 18                         | 19                         |                                       |                                       |                    |                    |                      |                      |                          |                          |                      |                      |                      |                      |                   |                   |                                       |                                       |                         |                         | 3      |
| 21   | Indonesia       | Ananda Mikola         | 19                          | 10                          | 16                         | 15                         | 15                                    | Ret                                   | Ret                | 15                 | 14                   | 11                   | 15                       | Ret                      | 17                   | 13                   | 10                   | Ret                  | 8                 | 11                | 13                                    | 16                                    |                         |                         | 1      |
| 21   | Indonesia       | Moreno Soeprapto      |                             |                             |                            |                            |                                       |                                       |                    |                    |                      |                      |                          |                          |                      |                      |                      |                      |                   |                   |                                       |                                       | 17                      | 16                      | 1      |
| 22   | Pakistán        | Nur B. Ali            | 20                          | Ret                         | 20                         | Ret                        | 21                                    | Ret                                   | 18                 | 21                 | 20                   | 15                   | 18                       | 18                       | 20                   | Ret                  | 18                   | 10                   | 15                | 21                | 20                                    | 18                                    | Ret                     | 17                      | 1      |
| 23   | Líbano          | Basil Shaaban         | 16                          | Ret                         | 12                         | 12                         | 19                                    | 13                                    |                    |                    | 19                   | Ret                  |                          |                          |                      |                      |                      |                      |                   |                   |                                       |                                       |                         |                         | 0      |
| 23   | Líbano          | Khalil Beschir        |                             |                             |                            |                            |                                       |                                       | 17                 | 20                 |                      |                      |                          |                          |                      |                      |                      |                      |                   |                   |                                       |                                       |                         |                         | 0      |
| 23   | Líbano          | Alexander Khateeb     |                             |                             |                            |                            |                                       |                                       |                    |                    |                      |                      | Ret                      | 17                       | Ret                  | 17                   |                      |                      |                   |                   |                                       |                                       |                         |                         | 0      |
| 23   | Líbano          | Allam Khodair         |                             |                             |                            |                            |                                       |                                       |                    |                    |                      |                      |                          |                          |                      |                      | 19                   | Ret                  | 18                | 19                | 18                                    | 14                                    | Ret                     | 13                      | 0      |
| 24   | Grecia          | Takis Kaitatzis       | 18                          | 15                          |                            | Ret                        |                                       |                                       |                    |                    |                      |                      |                          |                          |                      |                      |                      |                      |                   |                   |                                       |                                       |                         |                         | 0      |
| 24   | Grecia          | Nikos Zakos           |                             |                             | 19                         |                            |                                       |                                       |                    |                    |                      |                      |                          |                          |                      |                      |                      |                      |                   |                   |                                       |                                       |                         |                         | 0      |
| Pos. | Equipo          | Piloto                | Bandera de los Países Bajos | Bandera de los Países Bajos | Bandera de República Checa | Bandera de República Checa | Bandera de la República Popular China | Bandera de la República Popular China | Bandera de Malasia | Bandera de Malasia | Bandera de Indonesia | Bandera de Indonesia | Bandera de Nueva Zelanda | Bandera de Nueva Zelanda | Bandera de Australia | Bandera de Australia | Bandera de Sudáfrica | Bandera de Sudáfrica | Bandera de México | Bandera de México | Bandera de la República Popular China | Bandera de la República Popular China | Bandera del Reino Unido | Bandera del Reino Unido | Puntos |
| Pos. | Equipo          | Piloto                | SPR                         | FEA                         | SPR                        | FEA                        | SPR                                   | FEA                                   | SPR                | FEA                | SPR                  | FEA                  | SPR                      | FEA                      | SPR                  | FEA                  | SPR                  | FEA                  | SPR               | FEA               | SPR                                   | FEA                                   | SPR                     | FEA                     | Puntos |